# ナンシー・チェニー
ナンシー・チェニー（1957年9月18日 - ）は、日本の元モデル、元女優。上智大学国際学部卒（1980年）。本名、ナンシー・キヨノ・チェニー。

## 略歴
父がアメリカ人、母が日本人。アメリカ・カリフォルニア州出身。アメリカ・ユタ州出身。日本での生活が長く、華道や茶道も嗜んだ。
上智大学のミス・ソフィアコンテストで準優勝している。大学在学中の1977年頃に、滞在先のハワイで日本の芸能関係者にスカウトされ、モデル・タレントとして芸能活動を開始した。『11PM』（日本テレビ/読売テレビ）のカバーガールを1978年9月で降板した樹れい子の後任として、同年10月からカバーガールを務める。1980年秋からキャロライン洋子の後任として『びっくり日本新記録』の6代目女性司会者となる。脚が長くスタイル抜群の容姿から週刊プレイボーイや平凡パンチなどの表紙やグラビアも多数飾る。
日本テレビ系列で放映された松田優作の主演ドラマ『探偵物語』（1979年）に本名と同じ「ナンシー」の役名でレギュラー出演。竹田かほりとのコンビでの松田との掛け合いが好評で、女優としても人気を獲得した。その後『ミラクルガール』（1980年）、『青春諸君!夏』（1980年）、『大捜査線シリーズ・追跡』（1980年）、『探偵同盟』（1981年）、『日本悪妻に乾杯!』（1981年）などの連続ドラマに立て続けにレギュラー出演したが、芸能活動は短期間で終えている。
アジア最大の財閥タイガーバームの3代目総裁・胡一虎の次男と結婚するが、のちに離婚。
現在は、英語などを教えながら、ビジネスの経験を生かしたセミナー等も行っている。

## 出演

### テレビドラマ
- 特捜最前線 第103話・第104話「帰ってきたスキャンダル刑事!」（1979年3月、ANB・東映） - ミヤモトマリ 役
- 太陽にほえろ! 第356話「デイト・ヨコハマ」（1979年7月、NTV・東宝） - エミリー 役
- 鉄道公安官 第19話「大混線・ニセ公安官現わる」（1979年9月、ANB・東映） - アン 役
- 探偵物語（1979年 - 1980年、NTV系列） - ナンシー
- ミラクルガール（1980年、東京12ch・東映）
- 噂の刑事トミーとマツ （1980年、TBS・大映テレビ） 
  - 第17話「キン好きトミ好き、マツ嫌い」 - 交通課・森村巡査 役
  - 第45話「トミマツの、ヤマトよ永遠に」 - ジェーン・グランド 役
- ザ・ハングマン 第6話「オオカミ達の変奏曲」（1980年、ANB） - フィニー 役
- 青春諸君!夏（1980年、TBS） - ユミ 役
- 大捜査線シリーズ・追跡（1980年、CX・ユニオン映画） ‐ ナンシー 役
- 青い絶唱（1980年、TBS・大映テレビ）- 佐藤マリ子 役
- 探偵同盟（1981年、CX） - デラ 役
- プロハンター 第5話「サタデー・ナイト・スペシャル」（1981年、NTV・セントラル・アーツ） - クミコ 役
- 日本悪妻に乾杯!（1981年、MBS） - 幸子 役

### 映画
- 男はつらいよ 翔んでる寅次郎（1979年、松竹）
- 薔薇の標的（1980年、東映）
- 戒厳令の夜（1980年、白夜プロ・東宝）
- 甦る優作「探偵物語」特別編（1998年、セントラルアーツ）

### バラエティ
- 11PM（NTV） - 1978年10月2日よりカバーガールとして出演[2]
- 象印ライバル対抗大合戦!（ANB） - アシスタントとしてレギュラー出演[2]
- びっくり日本新記録（YTV） - 1980年秋から6代目アシスタント、司会は大野しげひさ

### CM
- 月星アイバンシューズ　キャンペーンガール（1977年 - 1978年）
- CASIO　 カシオミニ カード　（1978年）

### その他
- モデル活動初期には「ナンシー」「ナンシー・チェイニー」名義で活動している時期もあった。